# Cosmogramma
Cosmogramma – trzeci album studyjny amerykańskiego muzyka elektronicznego Flying Lotusa, wydany 20 kwietnia 2010 roku przez Warp Records.
Tytuł pochodzi od słów cosmic drama', które Flying Lotus usłyszał w dzieciństwie błędnie właśnie jako Cosmogramma. Piosenka "...And the World Laughs with You" została wykorzystana w serialu Czysta krew (4 sezon, 2 epizod), emitowanym na HBO.

## Odbiór
Płyta otrzymała uniwersalnie pozytywne recenzje, zdobywając 85 punktów na 100 na stronie Album of the Year, 8.3 na 10 na stronie AnyDecentMusic? i 86 na 100 na stronie Metacritic. Dotarła ona do 14. miejsca listy najlepszych albumów 2010 magazynu Pitchfork, a kanadyjski magazyn Exclaim! nazwał ją najlepszą elektroniczną płytą 2010 roku.

## Lista utworów
Wszystkie utwory skomponowane przez Flying Lotusa, wyjątki w nawiasach.
1. "Clock Catcher" – 1:12
2. "Pickled!" – 2:14
3. "Nose Art" – 1:58
4. "Intro // A Cosmic Drama" – 1:15
5. "Zodiac Sh*t" – 2:44
6. "Computer Face // Pure Being" – 2:33
7. "...And the World Laughs with You" (featuring Thom Yorke) – 2:55 (Flying Lotus, Thom Yorke)
8. "Arkestry" – 2:51
9. "MmmHmm" (featuring Thundercat) – 4:15 (Flying Lotus, Stephen Bruner)
10. "Do the Astral Plane" – 3:58
11. "Satelllliiiiiiiteee" – 3:49
12. "German Haircut" – 1:57
13. "Recoiled" – 3:37
14. "Dance of the Pseudo Nymph" – 2:47
15. "Drips/Auntie's Harp" – 2:10
16. "Table Tennis" (featuring Laura Darlington) – 3:02 (Flying Lotus, Laura Darlington)
17. "Galaxy in Janaki" – 2:28
18. "Velvet Cake" – 2:40 (ukryty utwór bonusowy na edycji japońskiej)

## Personel
- Brian Martinez – gitara (utwór 16)
- Dorian Concept (Oliver Thomas Johnson) – keyboard (utwór 11)
- Laura Darlington –wokal (utwór 16)
- Low Leaf – keyboard (utwór 14)
- Miguel Atwood-Ferguson – instrumenty strunowe i ich aranżacje (utwory 4, 5, 10, 15, 17)
- Niki Randa – wokal (utwór 4)
- Ravi Coltrane – saksofon tenorowy (utwór 8, 12)
- Rebekah Raff – harfa (utwory 1, 4, 5, 8, 12, 13, 15, 17)
- Richard Eigner – perkusja (utwór 12)
- Thom Yorke – wokal (utwór 7)
- Thundercat (Stephen Bruner) – bas (utwory 2, 4, 5, 7, 9, 11, 14, 17), wokal (utwory 9, 14)
- Todd Simon – trąbka (utwór 10)

### Personel techniczny
- Flying Lotus – producent, inżynier
- Daddy Kev – mastering
- Leigh J. McCloskey – artwork
- Brandy Flower – design